# Verrières, Charente

Verrières este o comună în departamentul Charente, Franța. În 1 ianuarie 2022 avea o populație de 321 de locuitori.